# Gelasinibracon simplicicaudatus
Gelasinibracon simplicicaudatus är en stekelart som beskrevs av Donald L.J. Quicke 1989. Gelasinibracon simplicicaudatus ingår i släktet Gelasinibracon och familjen bracksteklar. Inga underarter finns listade i Catalogue of Life.